# Медулин
Ме́дулин (хорв. Medulin, итал. Medolino) — община и населённый пункт в Истрийской жупании, Хорватия. 

## География
Община Медулин расположена на юге Истрийской жупании, на границе с городом Пула и общиной Лижнян. Это один из крупнейших муниципалитетов Истрийской жупании по площади.
Община включает в себя 8 населённых пунктов: Баньоле, Валбонаша, Винкуран, Винтиян, Медулин, Пьешчана-Увала, Помер и Премантура. Площадь общины — 29,35 км2. 
Населённый пункт Медулин расположен на южном побережье полуострова Истрия в Адриатическом море, между мысами Промонторе и Капо Мерлера, в 8 километрах к юго-востоку от Пулы. Высота над уровнем моря — 13 метров.
Валбонаша, Винтиян и Пьешчана-Увала были отделены от города Пула в 2001 году. 
Территория общины включает в себя охраняемые государством архипелаг Бриони и полуостров Каменяк.

## История
Район Медулина был заселён в очень далёкие времена, о чём свидетельствуют остатки древнего каменного поселения, окружённого концентрическими каменными кругами. Римляне построили здесь свои летние дома, самый роскошный из которых был возведён в IV веке нашей эры и находился на полуострове Вижула. Считается, что он принадлежал императору Константину Великому. Археологический парк Медулина и археологические раскопки на полуострове Вижула открыты для туристов. 

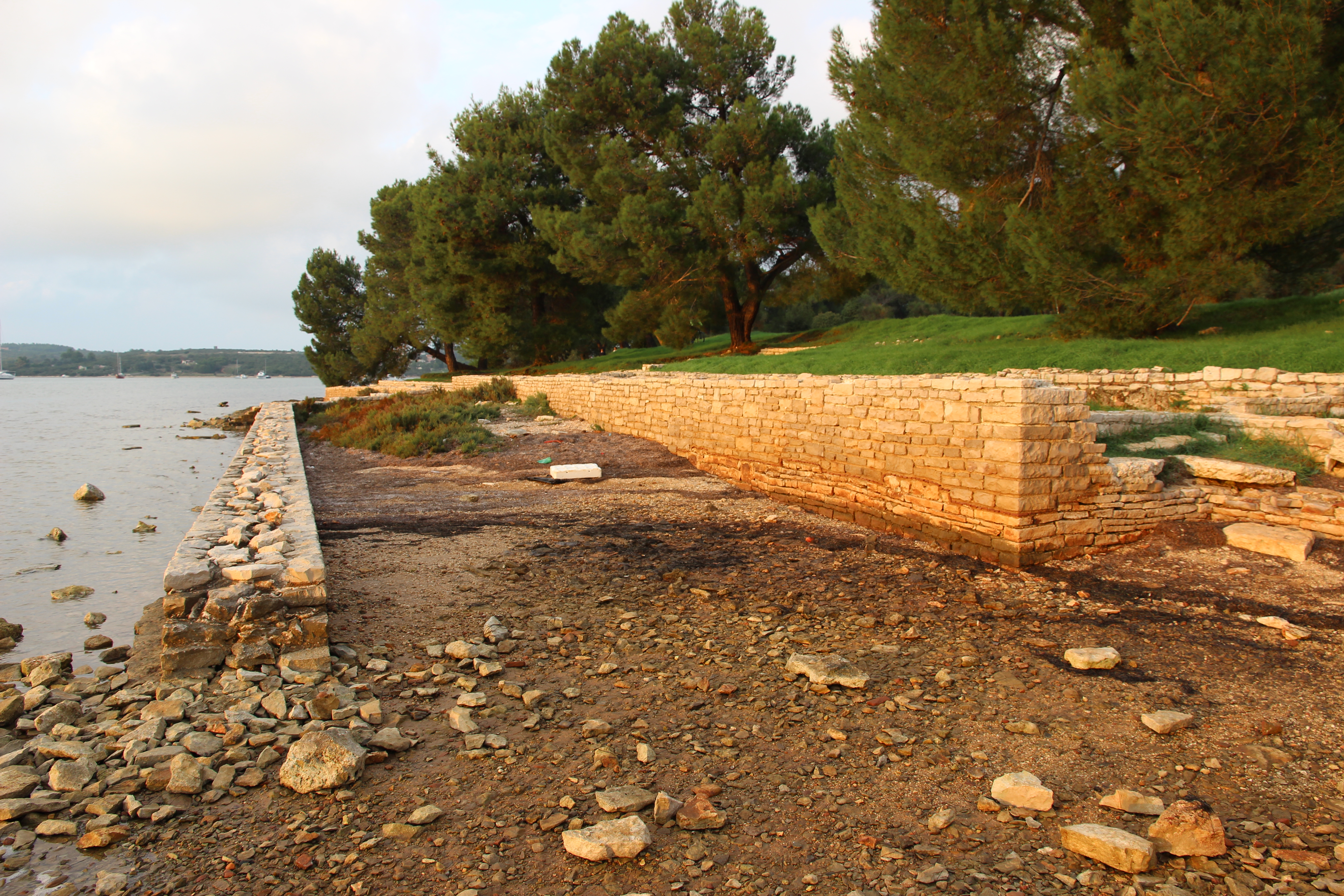
Остатки стены римской виллы на полуострове Вижула

Жители этой местности начали обустраивать свои жилища в начале XX века. Тогда это была рыбацкая деревня. В 1909 году было основано Общество благоустройства Медулина. В те же времена местными волонтёрами был засажен полуостров Каштея, который сегодня имеет статус лесопарка. В муниципалитете есть много исторических достопримечательностей, одна из которых — приходская церковь Святой Агнессы высотой 33 метра с двумя колокольнями, построенная в XV веке.
Красота этой местности также привлекала Пауля Купельвизера, австрийского магната и владельца островов Бриони. Планируя развивать туризм, он купил часть побережья Медулина вместе с полуостровом Каштея.
Община Медулин была основана в начале 1993 года и с тех пор действует независимо как единица местного самоуправления. До этого она была неотъемлемой частью муниципалитета Пула.
День общины Медулин отмечается 12 июня. В этот день проводится особая церемония — торжественное заседание муниципального совета.
Медулин сегодня — один из представителей истрийского туризма и входит в двадцатку самых известных купальных мест на Адриатике.

## Население

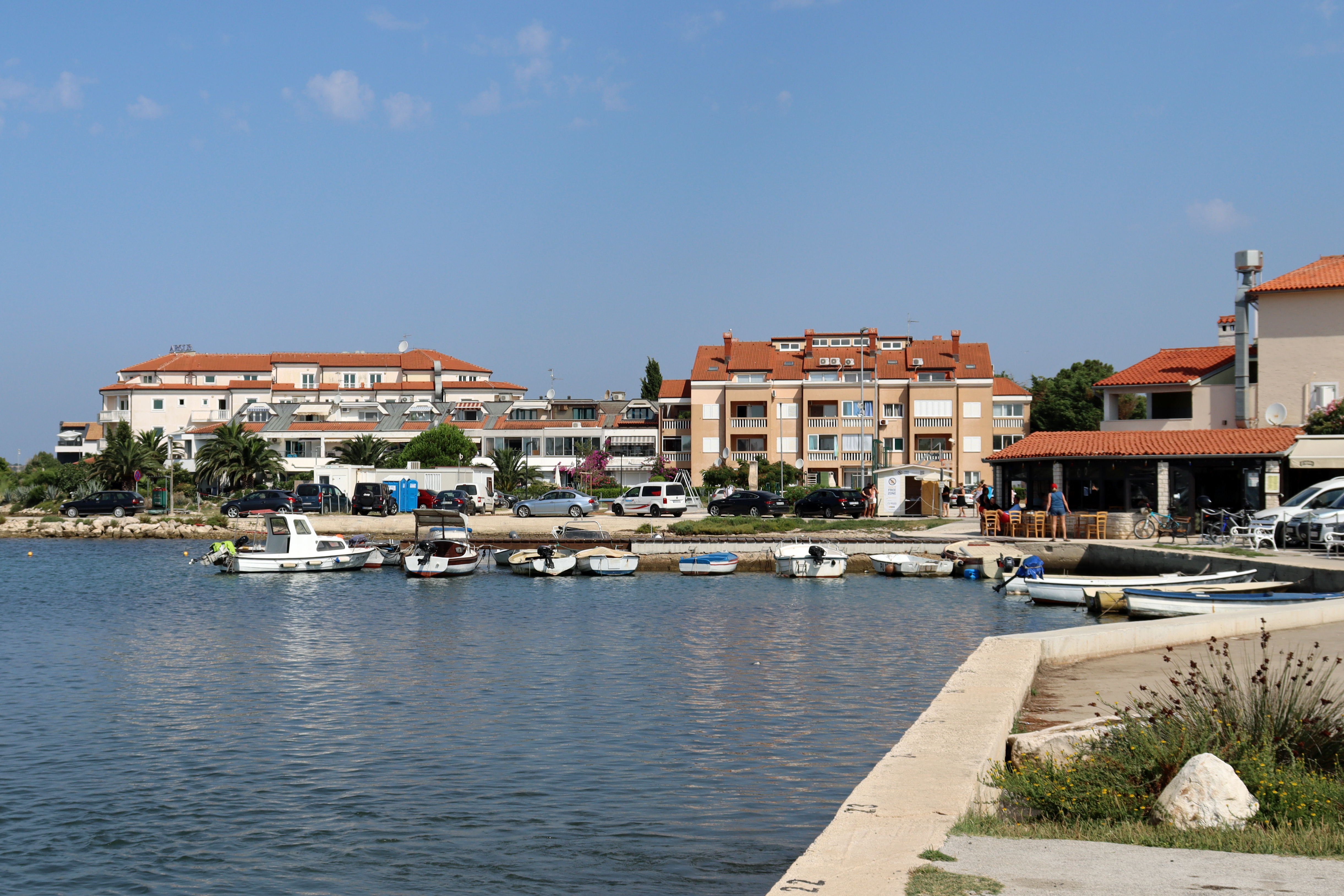
Жилые дома на набережной Медулина

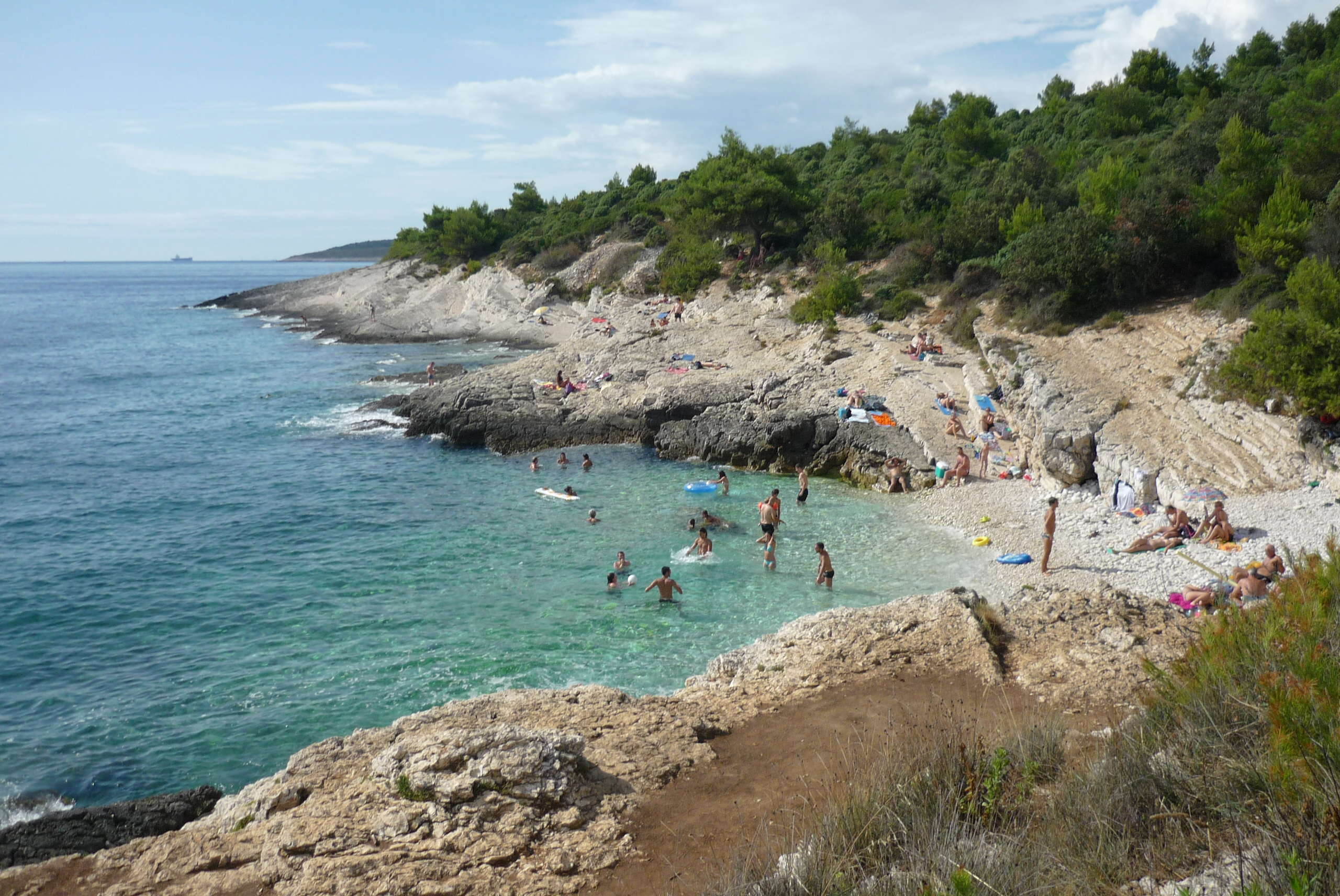
Отдыхающие на полуострове Каменяк

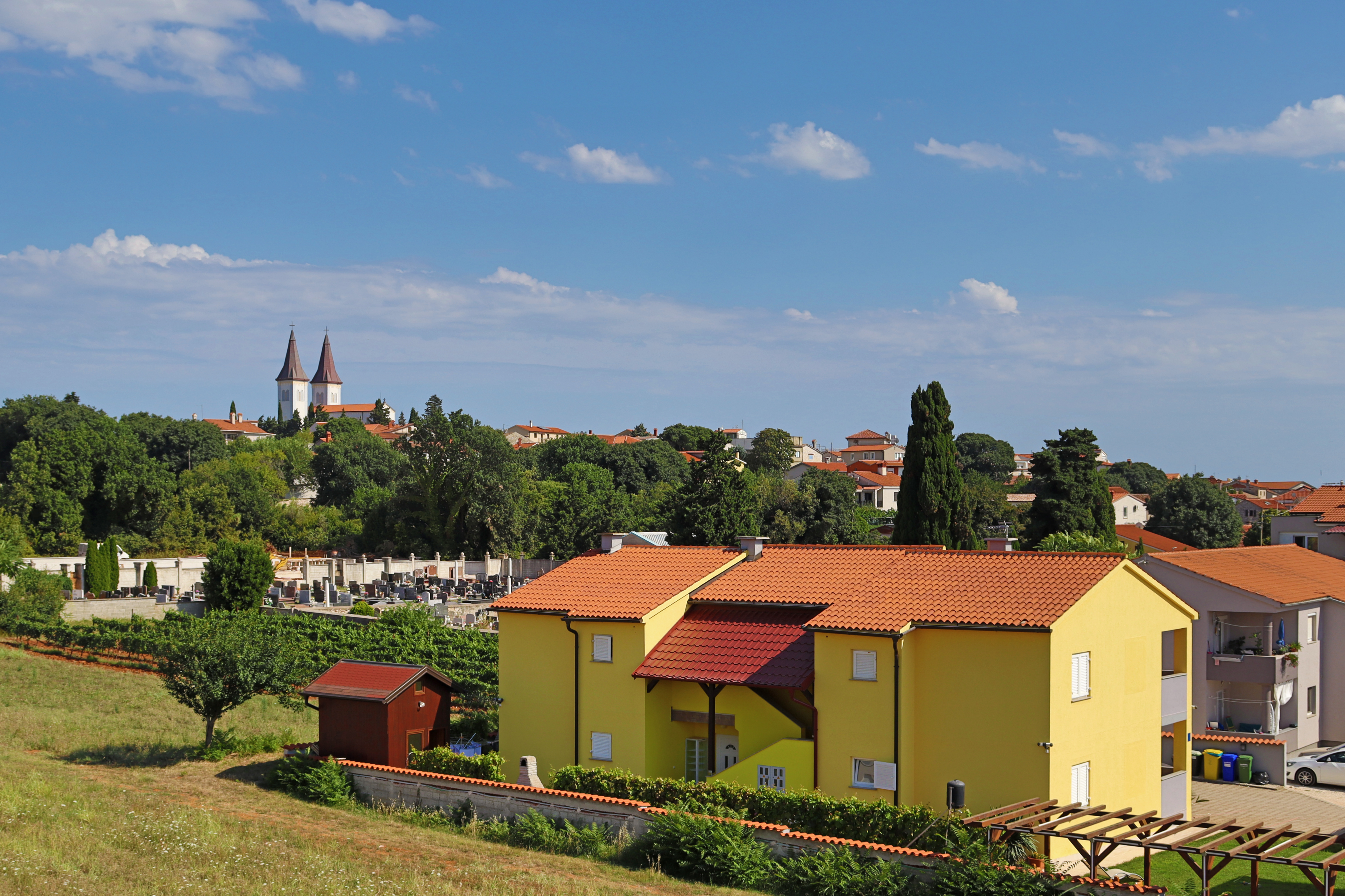
Медулин. Вид на церковь Святой Агнессы и кладбище (слева)

В 2011 году численность населения общины Медулин составляла 6 481 человек, из них 2 777 человек — жители населённого пункта Медулин.
Численность населения общины Медулин:
| Населённый пункт | Человек |
| ---------------- | ------- |
| Баньоле          | 983     |
| Валбонаша        | 46      |
| Винкуран         | 672     |
| Винтиян          | 172     |
| Медулин          | 2 777   |
| Пьешчана-Увала   | 606     |
| Помер            | 462     |
| Премантура       | 768     |
| В С Е Г О        | 6 481   |

Число рождений:
| Год           | 2014 | 2015 | 2016 | 2017 | 2018 | 2019 |
| ------------- | ---- | ---- | ---- | ---- | ---- | ---- |
| Живорождённых | 70   | ↘ 51 | ↗ 52 | ↘ 43 | 43   | ↗ 62 |

Число смертей:
| Год     | 2011 | 2012 | 2013 | 2014 | 2015 | 2016 | 2017 | 2018 | 2019 |
| ------- | ---- | ---- | ---- | ---- | ---- | ---- | ---- | ---- | ---- |
| Умерших | 53   | ↗ 65 | ↘ 55 | ↘ 50 | ↗ 63 | ↗ 79 | ↘ 68 | ↗ 69 | ↗ 80 |

Динамика численности населения общины Медулин, 1857—2011 годы:
Динамика численности населения административного центра общины Медулин:
| Год     | 1857 | 1869  | 1880  | 1890   | 1900   | 1910   | 1921   | 1931   | 1948  | 1953  | 1961  | 1971  | 1981   | 1991   | 2001   | 2011   |
| ------- | ---- | ----- | ----- | ------ | ------ | ------ | ------ | ------ | ----- | ----- | ----- | ----- | ------ | ------ | ------ | ------ |
| Человек | 599  | ↗ 737 | ↗ 886 | ↗ 1091 | ↗ 1219 | ↗ 1381 | ↘ 1299 | ↘ 1189 | ↘ 935 | ↘ 874 | ↗ 909 | ↘ 889 | ↗ 1362 | ↗ 1885 | ↗ 2580 | ↗ 2777 |

## Управление
Орган местного самоуправления и представительный орган граждан — муниципальный совет. Он принимает законодательные акты в пределах компетенции муниципалитета Медулин как единицы местного самоуправления и выполняет другие задачи в соответствии с законом и уставом муниципалитета Медулин. Орган местной городской исполнительной власти — управа, которую возглавляет мэр. Мэр Медулина — Иван Кирац (Ivan Kirac). В общине действует Молодёжный совет.

## Инфраструктура
В населённом пункте Медулин есть детский сад и начальная школа, работают магазины торговых сетей Lidl, Plodine и Konzum, рыбный рынок, множество ресторанов и несколько диско-баров. Услуги размещения предлагают 4 четырёхзвёздочных отеля, 3 трёхзвёздочных отеля, частные апартаменты, различные комплексы для отдыха и два больших кемпинга. Множество апарт-отелей и домов для отдыха есть также в других населённых пунктах общины.

## Спорт
В общине работает множество спортклубов: два футбольных, гребной, виндсерфинга, дайвинга, кик-боксинга, спортивного рыболовства, боулинга, плавания, конного спорта, мотоспорта, подводного плавания, спортивный клуб для инвалидов и др.
В Медулине есть поле для гольфа, теннисные корты, а также комплекс футбольных полей, где проходят подготовку футбольные клубы из Хорватии и соседних стран. С 2015 года в Медулине проводится футбольный турнир под названием «Arena Cup».
В Медулине расположена одна из самых красивых трасс для катания на горных велосипедах в Истрии протяжённостью около 60 километров. Премантура входит в десятку лучших мест для виндсерфинга в Хорватии. Весной и осенью здесь дуют бора и сирокко, летом — умеренный мистраль, идеально подходящий для новичков; при этом бора в Премантуре не представляет опасности, так как в случае аварии спортсмена относит в сторону материка. 
На въезде в населённый пункт Медулин находится одна из туристических достопримечательностей полуострова Истрия — «Адреналин-парк».

## Общины-побратимы
- Дойран, Северная Македония
- Марцали, Венгрия
- Монтекаротто, Италия
- Пёльс-Оберкурцхайм, Австрия
- Порто-Толле, Италия
- Церкле-на-Горенськем[англ.], Словения[3]

## Климат
Средняя температура составляет +14,29 °C, средняя максимальная — +27,19 °C, средняя минимальная — +1,20 °C. Среднее годовое количество осадков — 777 мм.
| Показатель                         | Янв.  | Фев.  | Март  | Апр.  | Май   | Июнь  | Июль  | Авг.  | Сен.  | Окт.  | Нояб. | Дек.  |
| ---------------------------------- | ----- | ----- | ----- | ----- | ----- | ----- | ----- | ----- | ----- | ----- | ----- | ----- |
| Средний суточный максимум, °C      | 10,26 | 10,69 | 13,67 | 17,10 | 21,63 | 25,50 | 27,19 | 27,07 | 22,81 | 18,64 | 13,56 | 10,37 |
| Средняя температура, °C            | 5,74  | 6,16  | 9,13  | 12,56 | 17,11 | 20,97 | 23,88 | 23,75 | 19,51 | 15,34 | 10,26 | 7,06  |
| Средний суточный минимум, °C       | 1,20  | 1,64  | 4,60  | 8,04  | 12,56 | 16,43 | 20,56 | 20,44 | 16,21 | 12,0  | 6,93  | 3,76  |
| Норма осадков, мм                  | 66    | 53    | 55    | 60    | 52    | 57    | 36    | 61    | 73    | 91    | 100   | 73    |
| Средняя скорость ветра, м/с        | 2,78  | 3,00  | 3,10  | 2,98  | 2,62  | 2,53  | 2,56  | 2,50  | 2,63  | 2,86  | 3,10  | 3,00  |
| Источник: http://www.worldclim.org |       |       |       |       |       |       |       |       |       |       |       |       |

## Температуры воды
Комфортная температура морской воды для купания устанавливается в Медулине в конце мая. В течение года в Медулине бывает 126 дней, подходящих для купания. Купальный сезон заканчивается в октябре. Среднегодовая температура воды на побережье в Медулине составляет +17,5 °C, по временам года: зимой — +11.9 °C, весной — +14.1 °C, летом — +24.2 °C, осенью — +19.7 °C. Минимальная температура воды  бывает в январе (+9,8 °C), максимальная — в августе (+26,8 °C).

## Галерея

Община Медулин
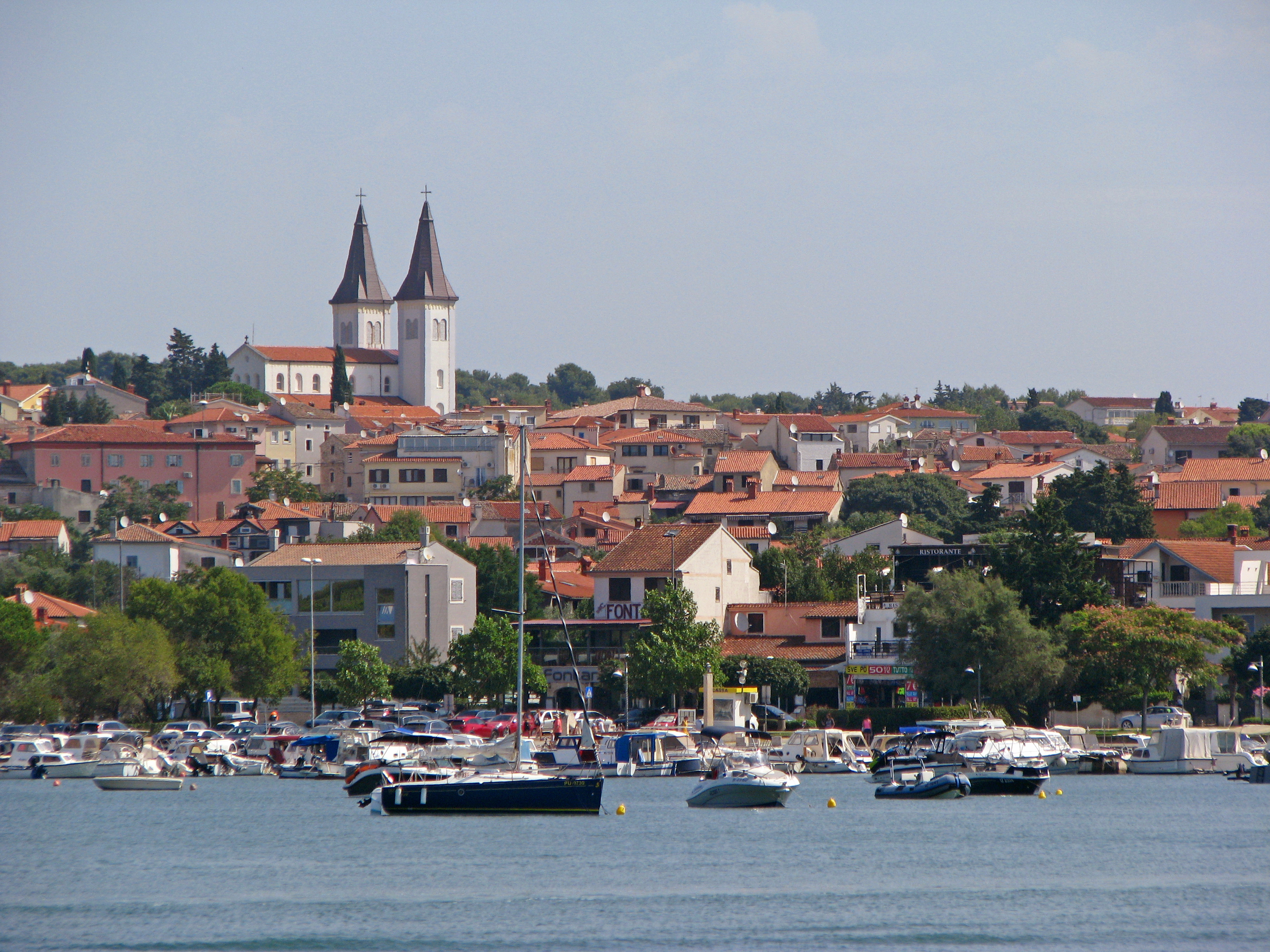
Медулин
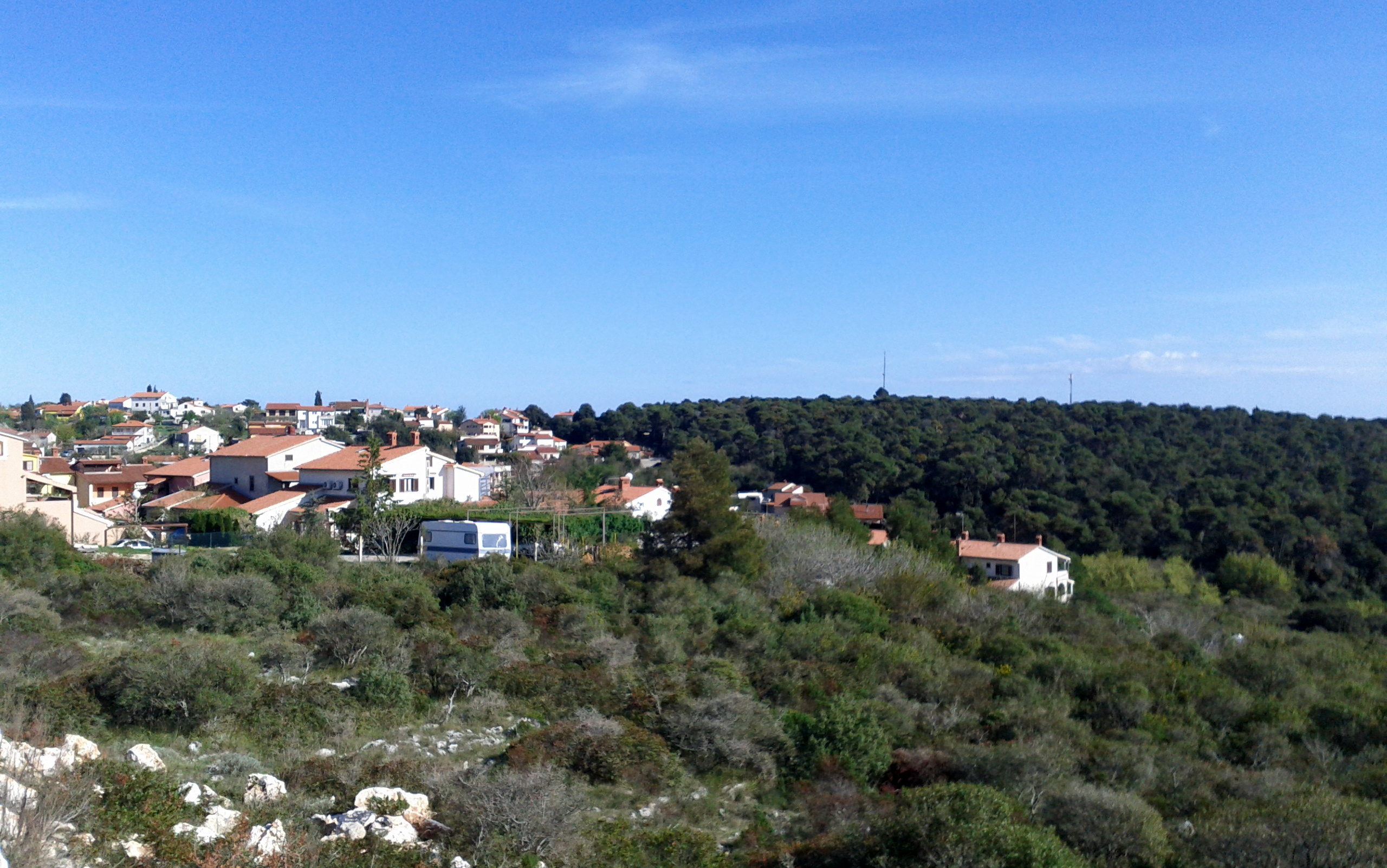
Винкуран
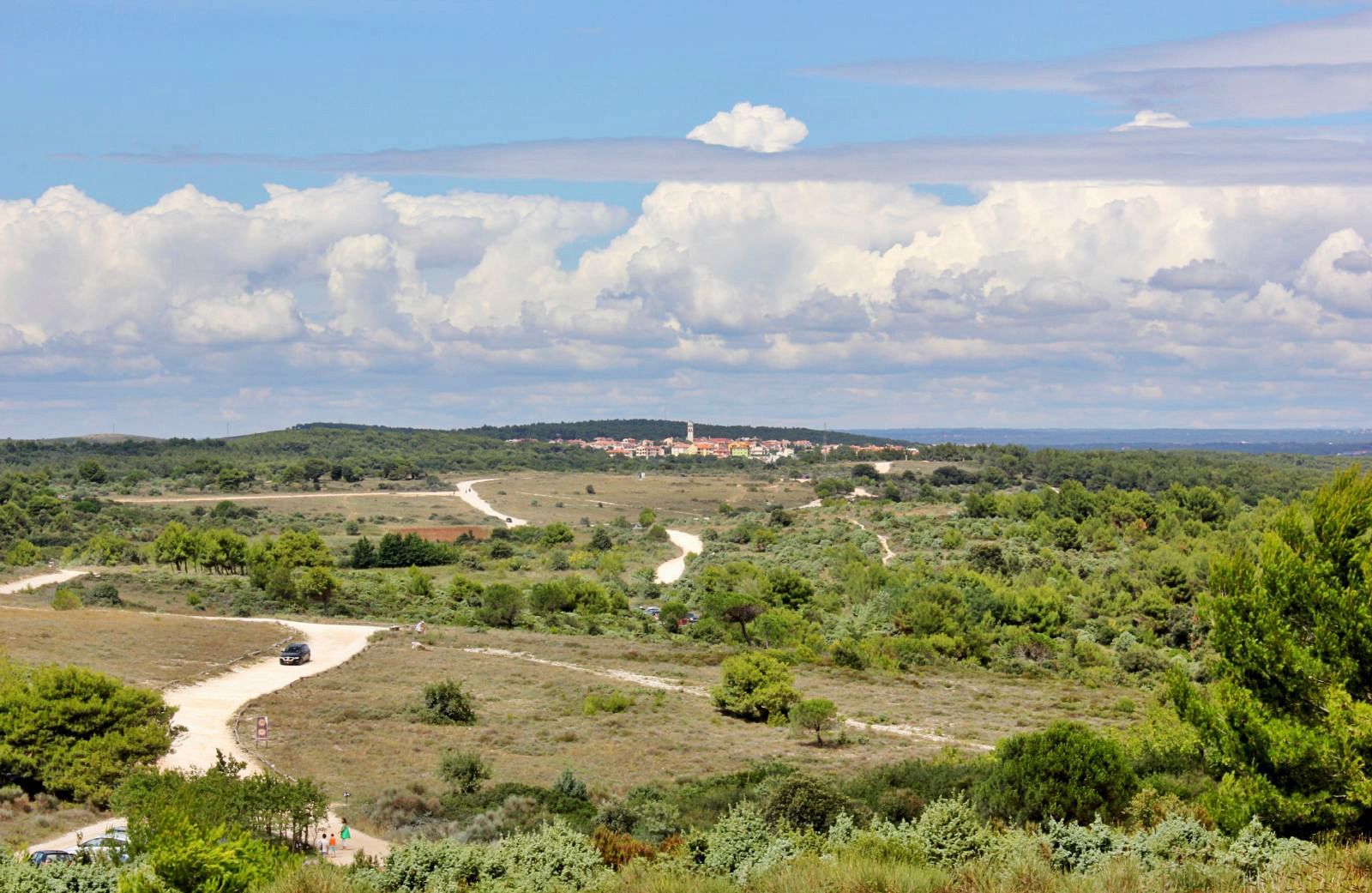
Вид на Премантуру
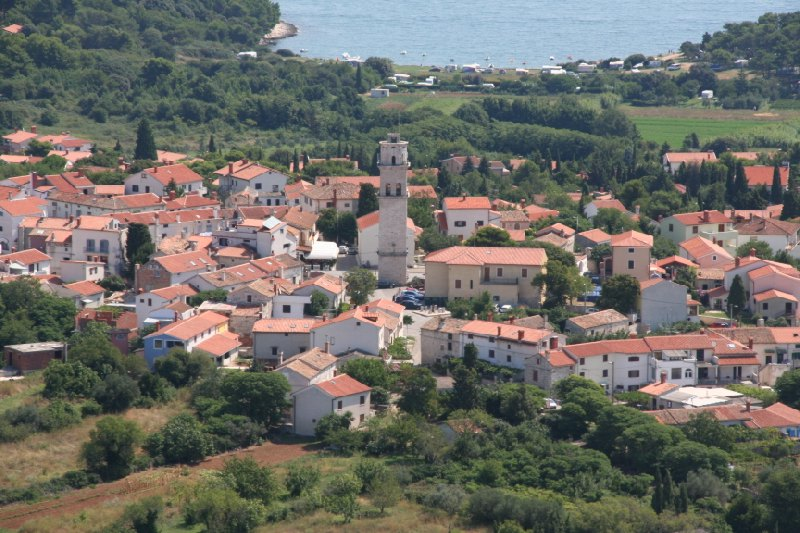
Премантура
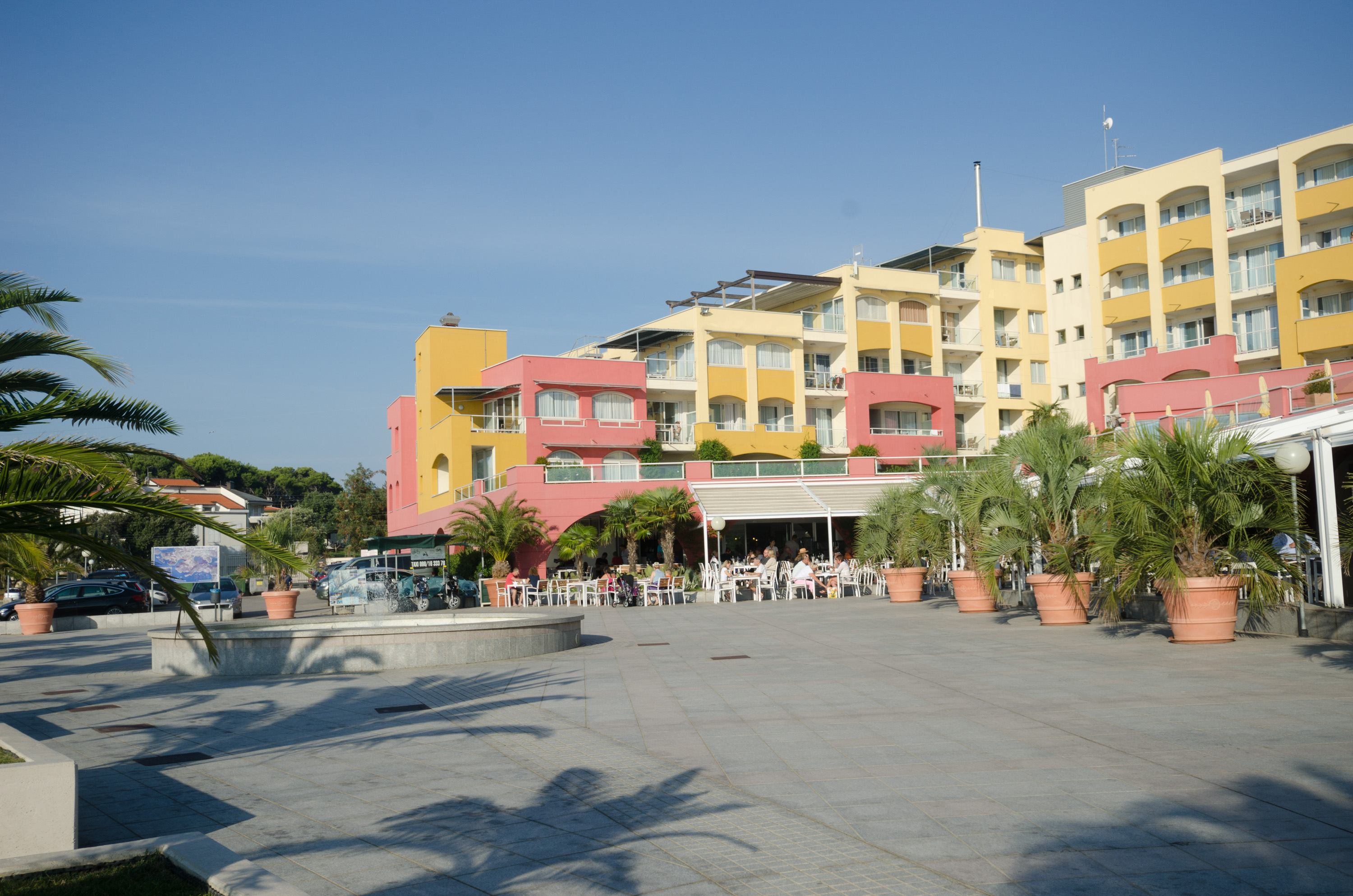
Апарт-отель «Мар», Баньоле
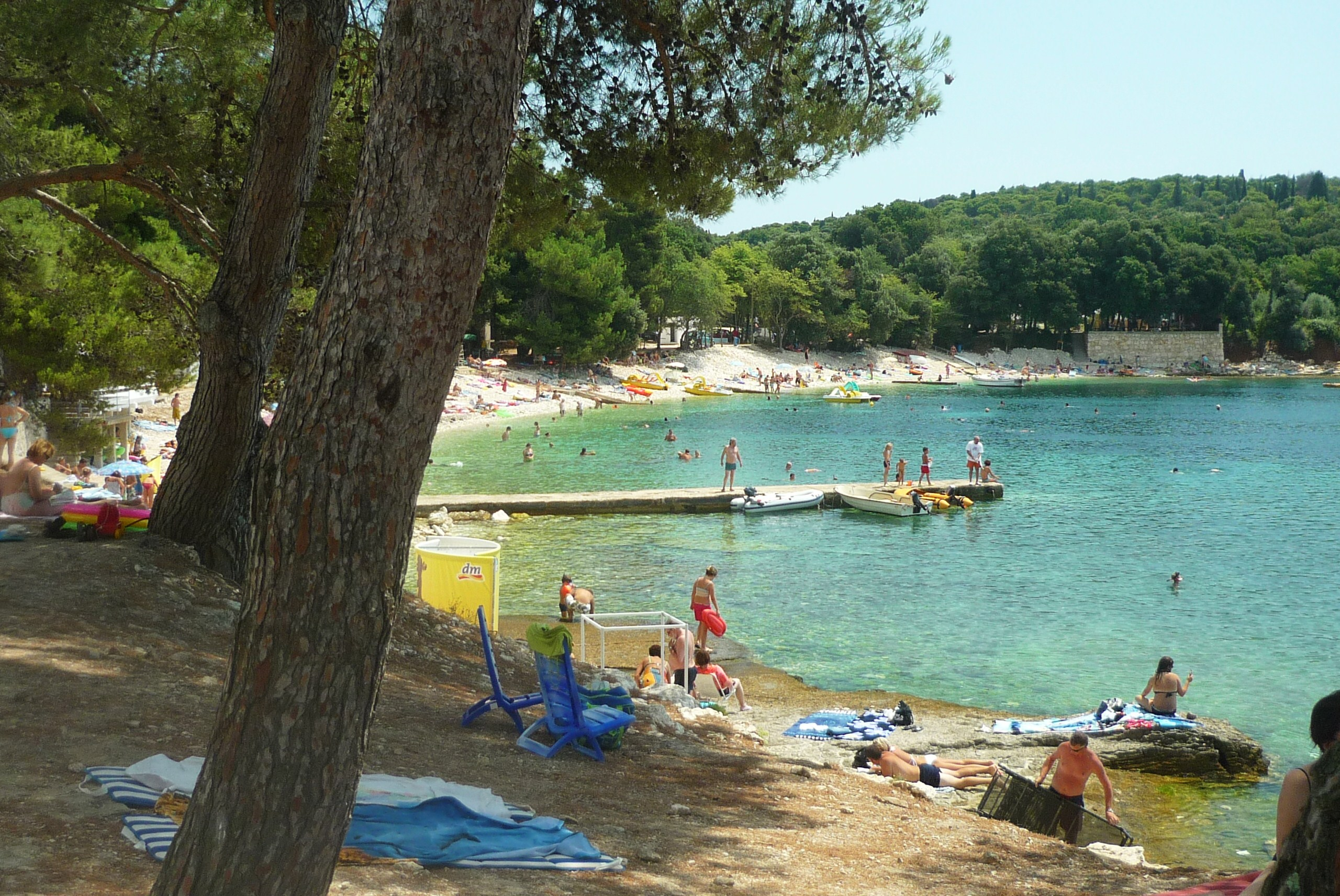
Пляж в Баньоле
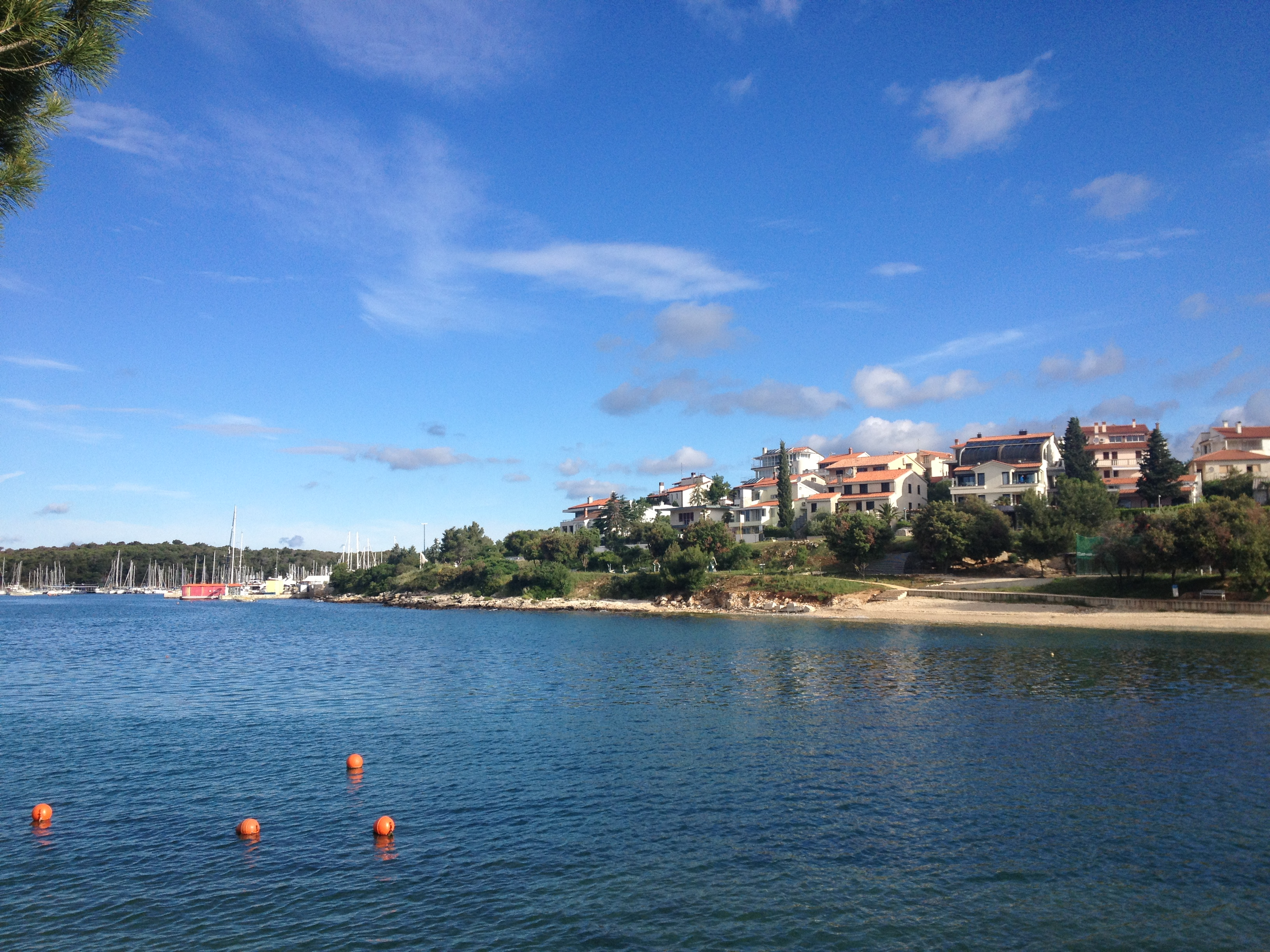
Пьешчана-Увала
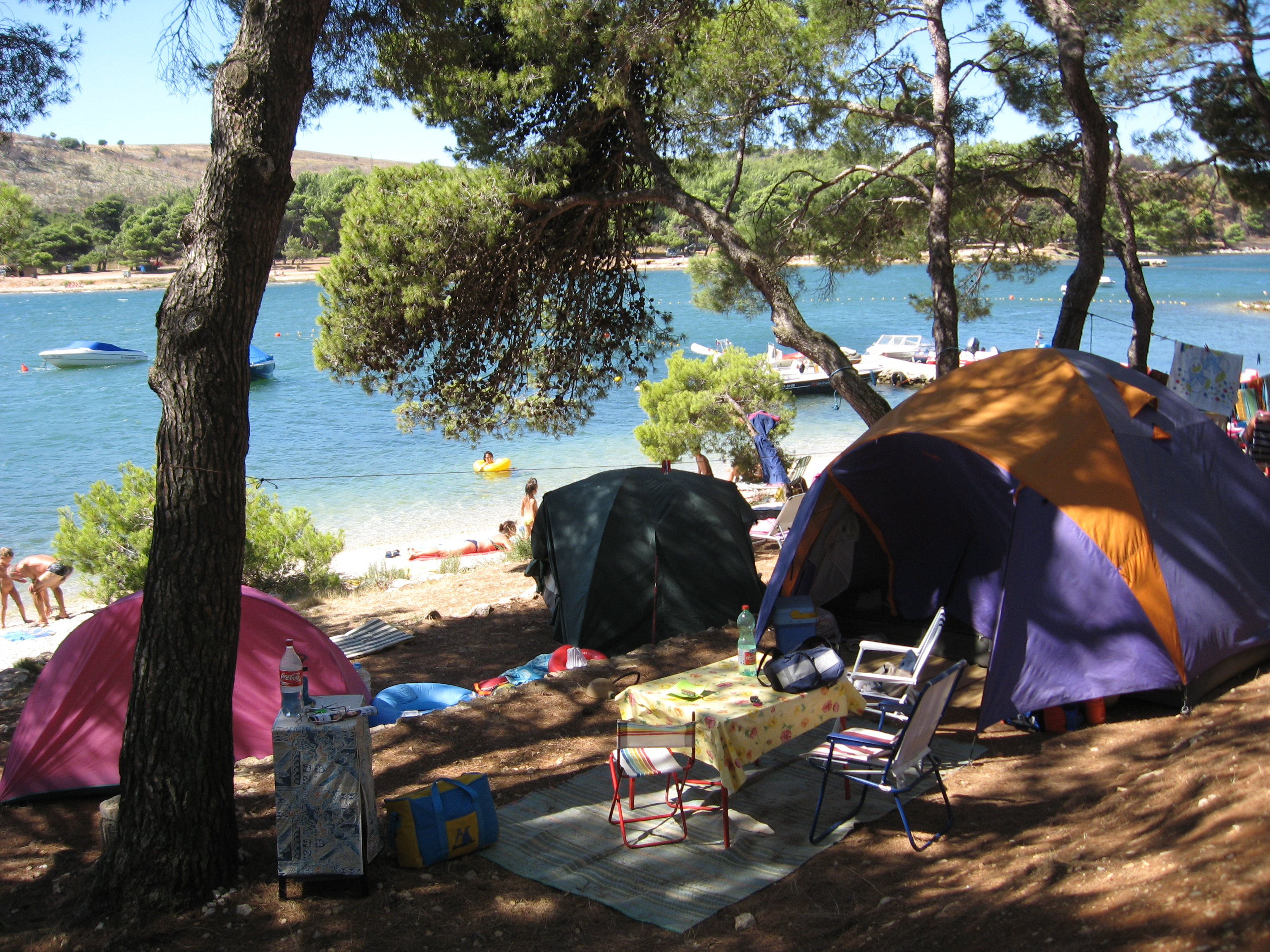
Палаточный городок в Помере

Населённый пункт Медулин
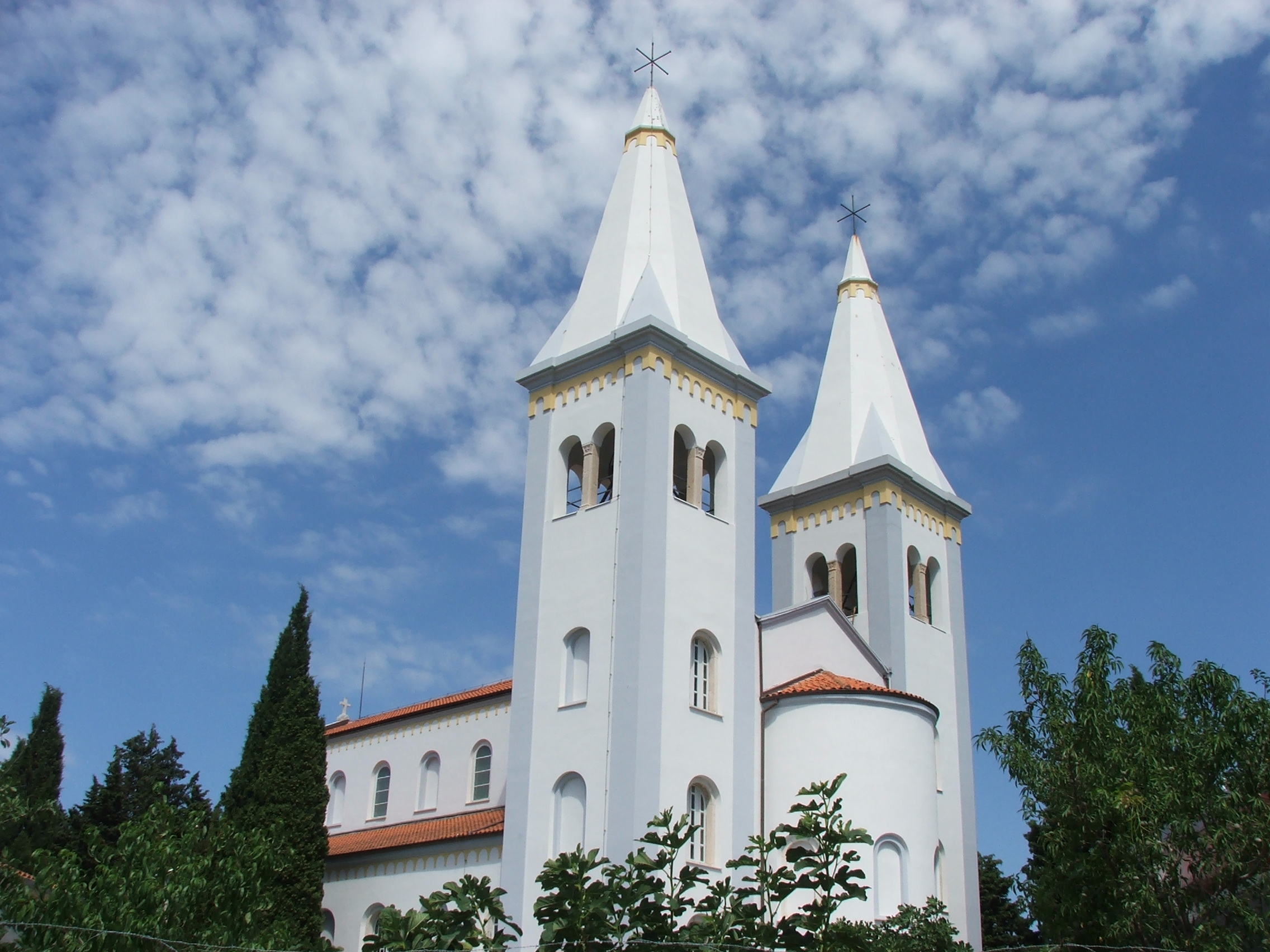
Церковь Святой Агнесcы
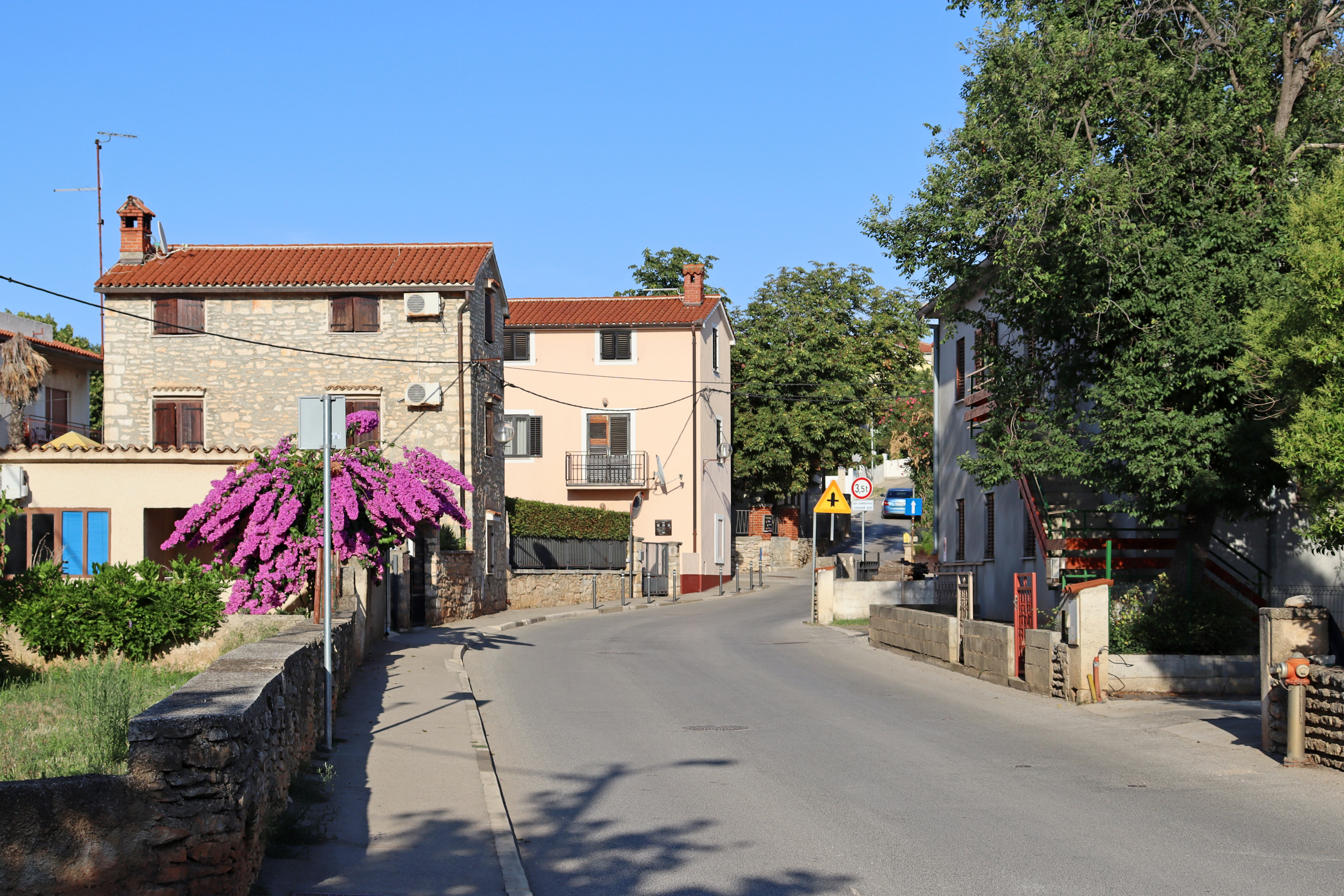
Улица, ведущая к церкви Святой Агнесcы
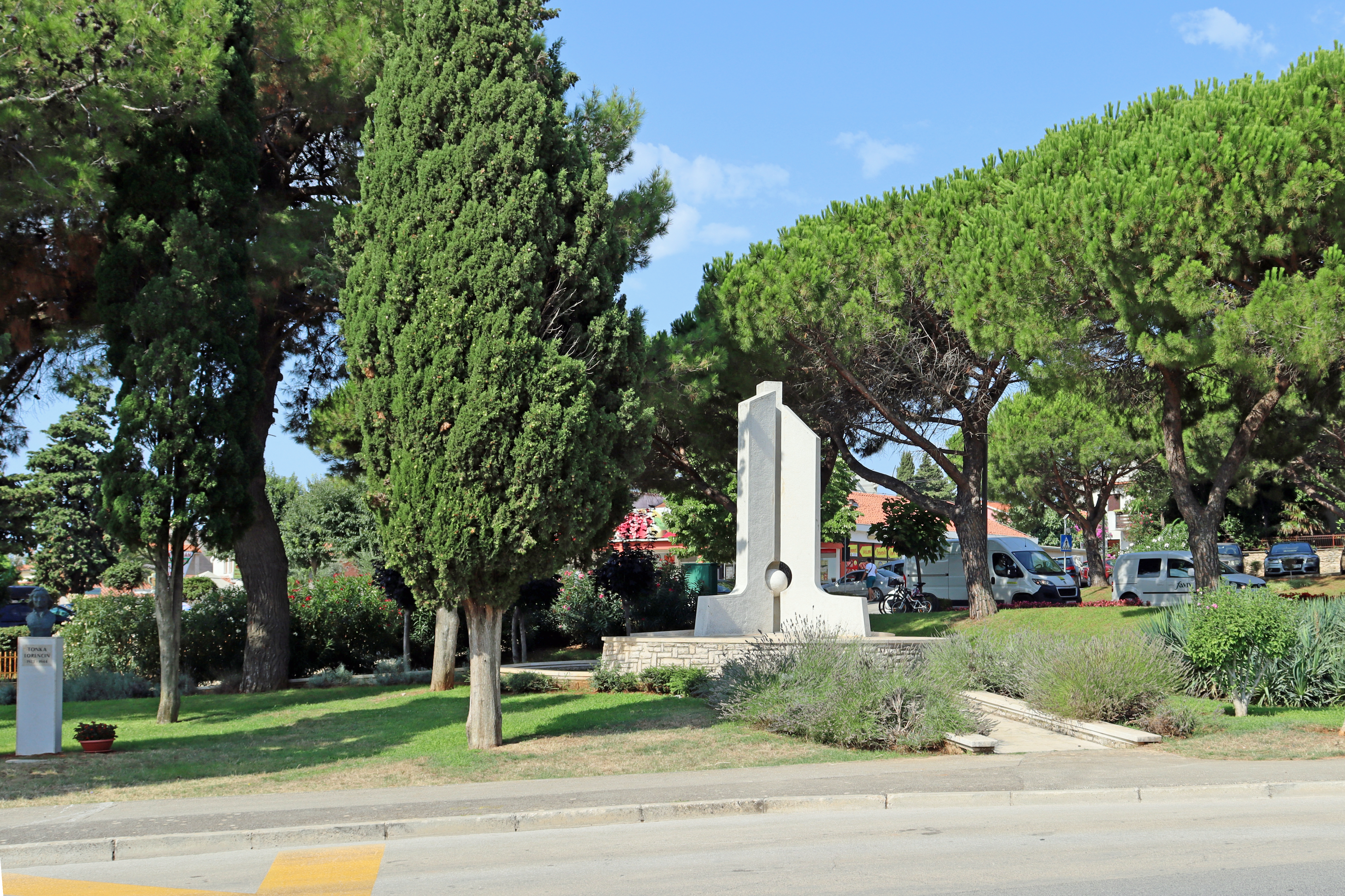
Памятник освободителям Медулина от немецко-фашистских захватчиков
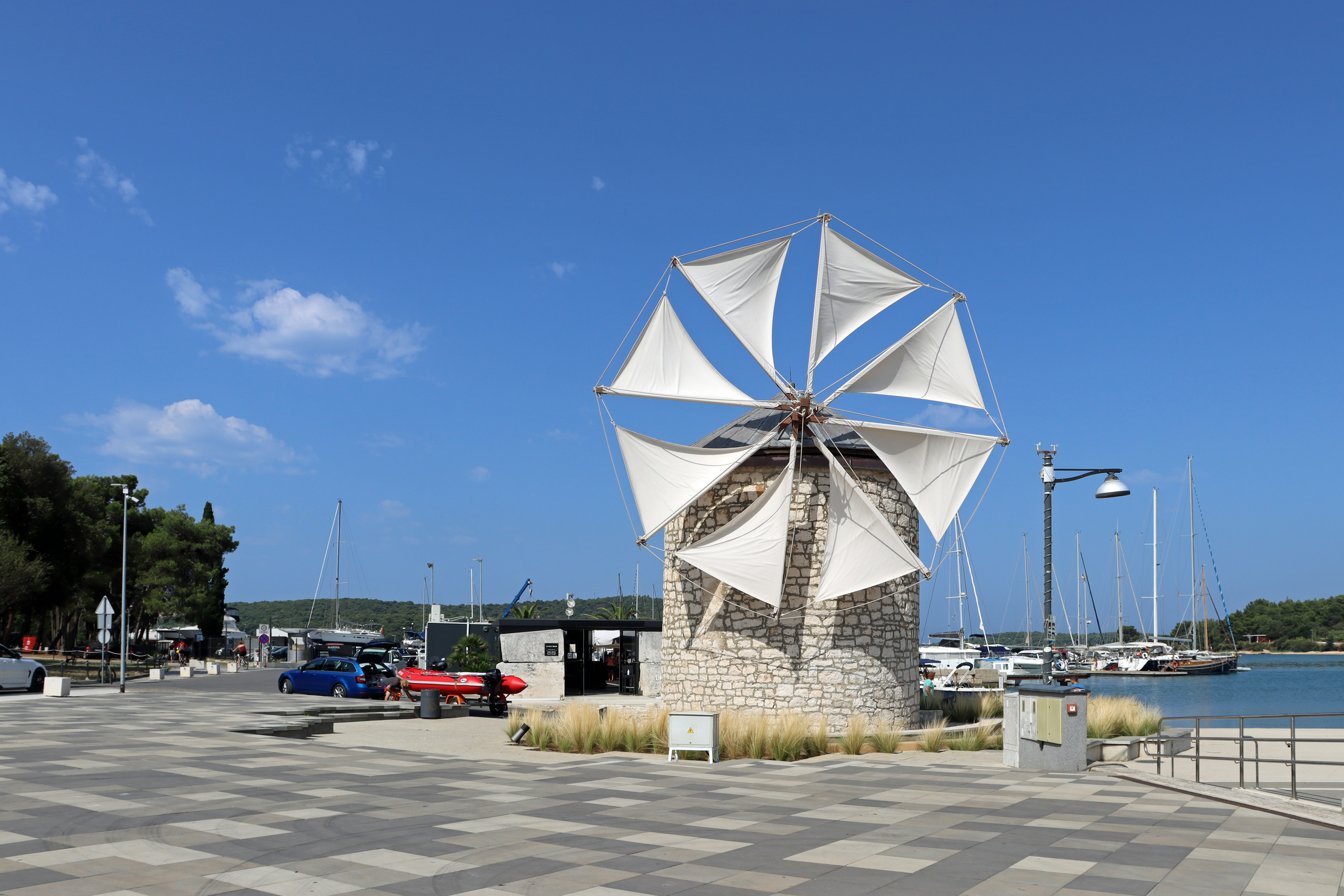
Ветряная мельница на набережной
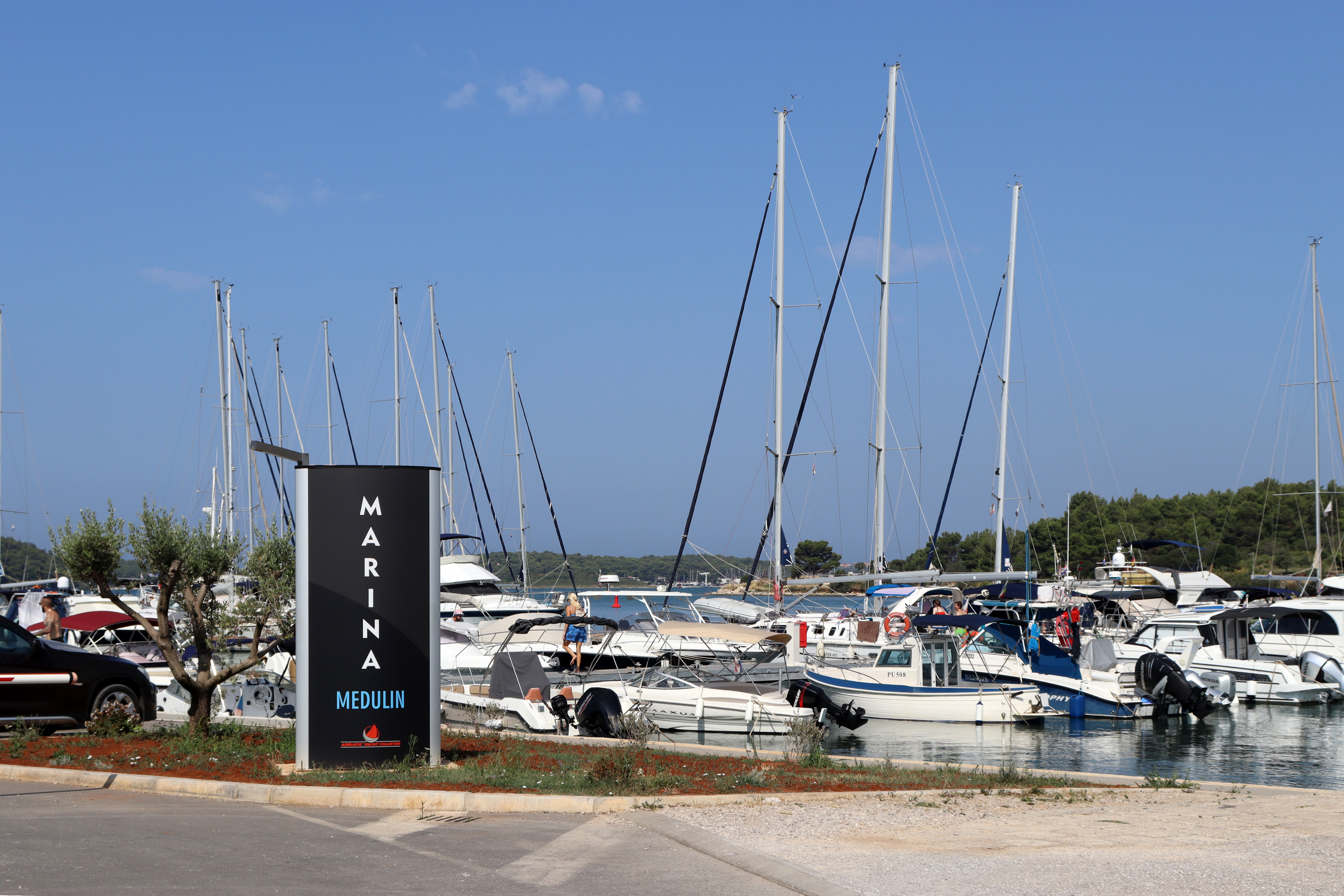
Марина Медулин
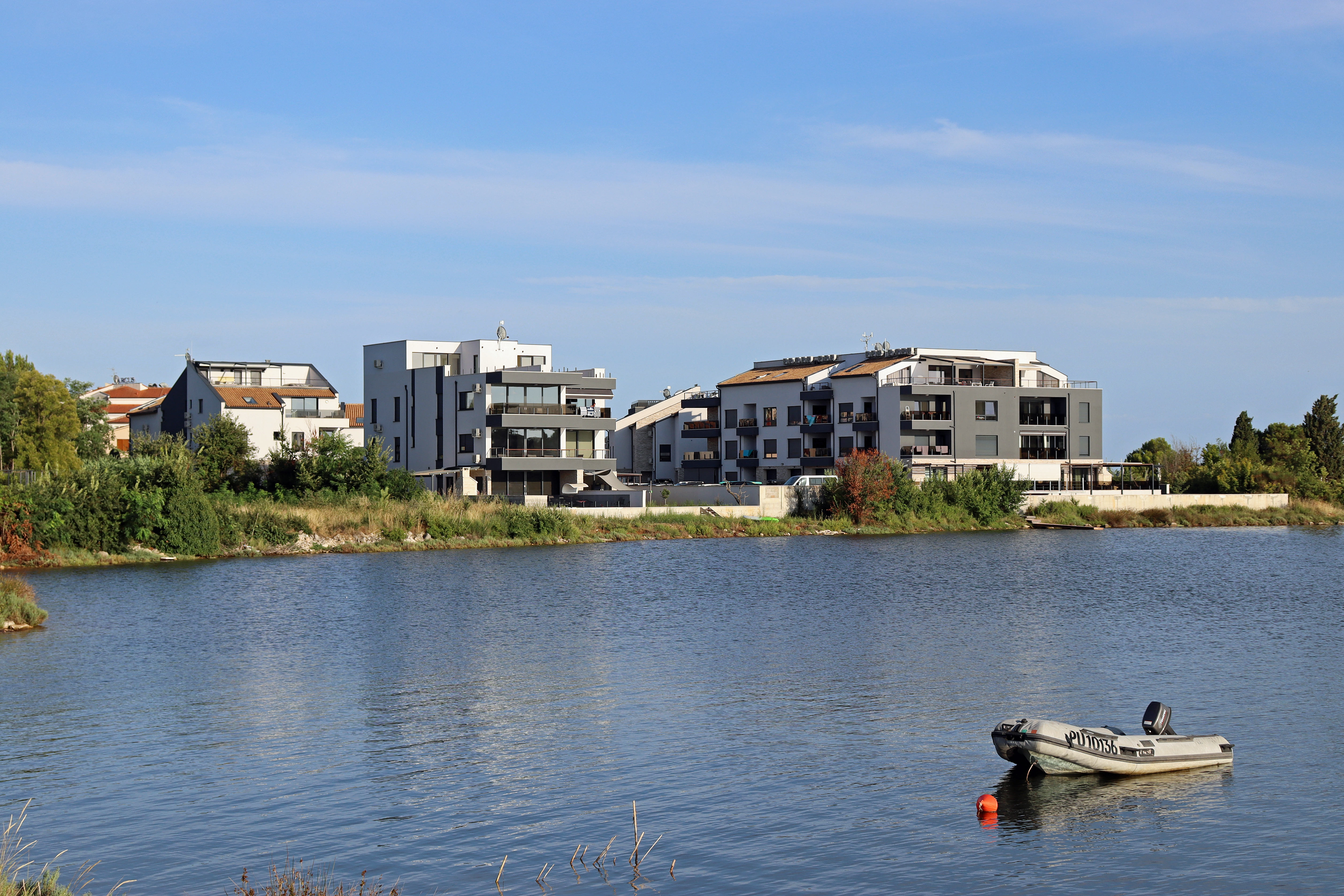
Апартаменты на улице Брайдине
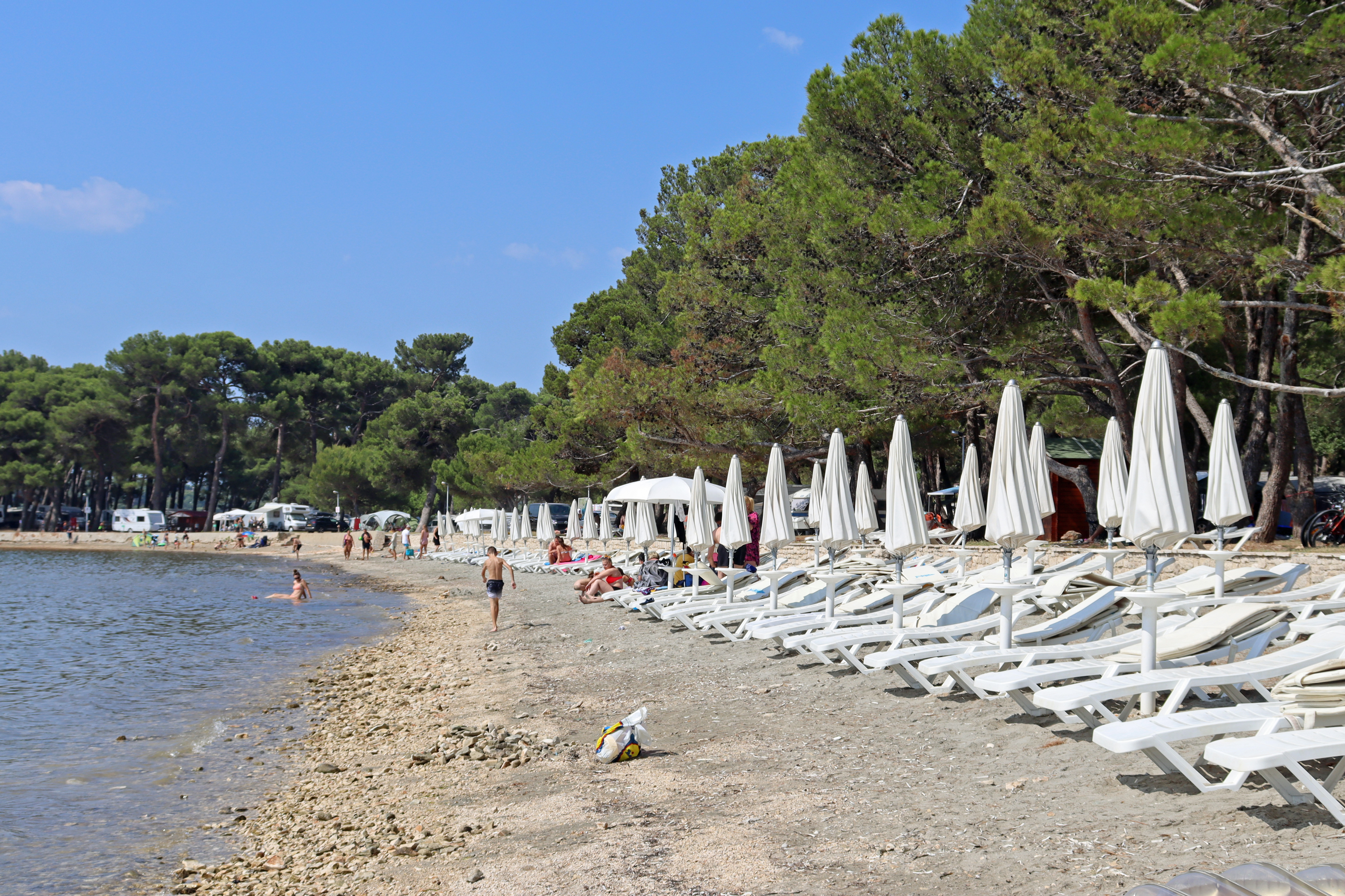
Пляж Биеца
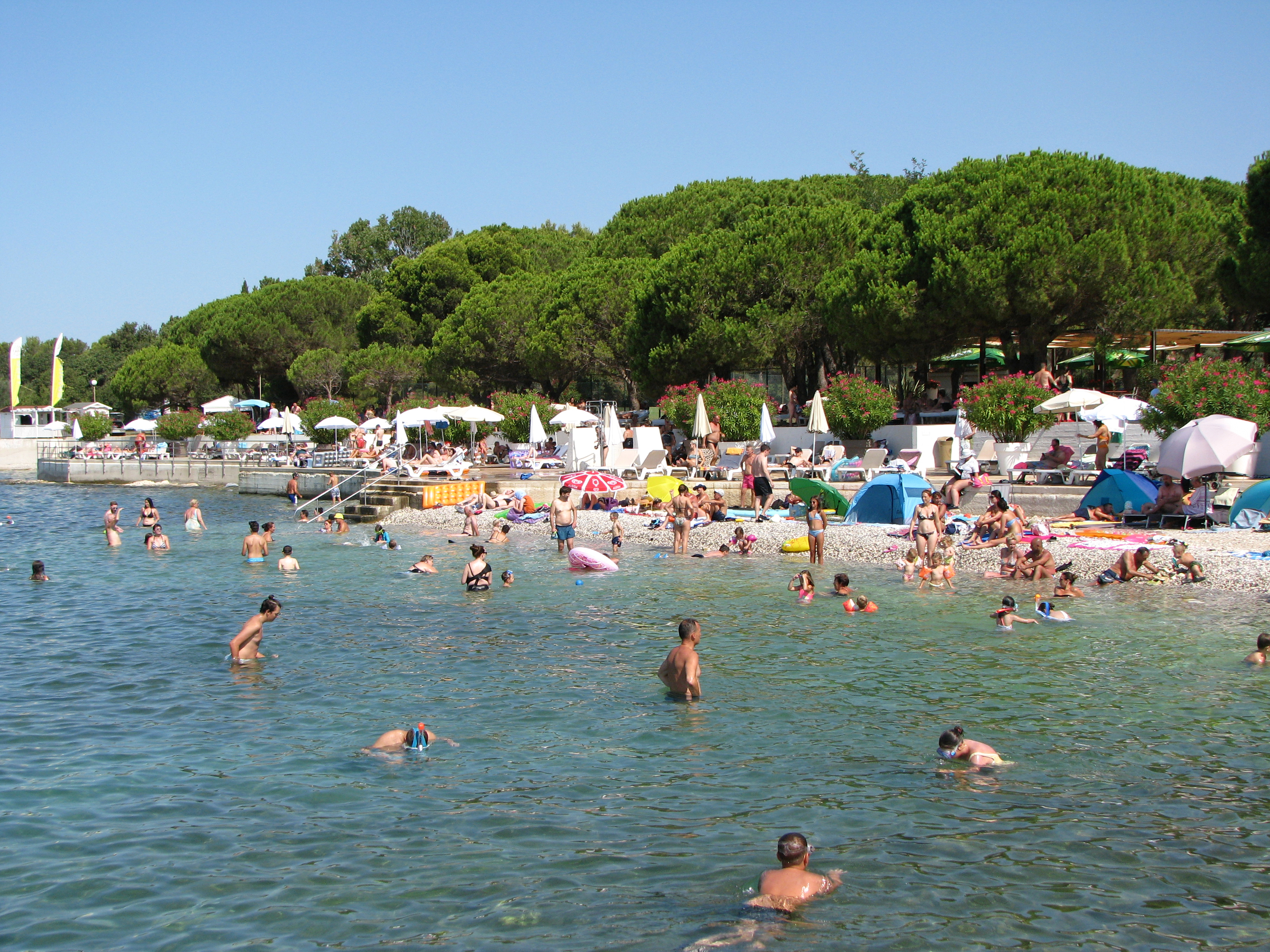
Пляж Бельведере